# カール・オルフ
カール・オルフ（Carl Orff, 1895年7月10日 - 1982年3月29日）は、ドイツの作曲家。ミュンヘンに生まれ、同地で没した。自分の音楽劇を『世界劇』(„Welttheater“又は „Theatrum Mundi“) と呼んでいた。

## 人物・来歴
軍人の家系で誕生したが、家族は早くから秀でた彼の音楽の才能を伸ばす事に協力した。その後、公立学校を中退。ミュンヘン音楽学校で学ぶ。初期の作曲（歌や管弦楽）と音楽劇の試みは（特にリヒャルト・シュトラウスによる）身近な環境に影響された。ドビュッシーの音楽とメーテルリンクの著作に惹かれていた。その間シェーンベルクの研究も続けていた。
1915年から1919年までは戦役のために短い中断があったが、ミュンヘン室内楽団（1917年）とマンハイムやダルムシュタット(1918-19)の劇場で指揮や合唱等の指導をした。1920年ハインリッヒ・カミンスキー（Heinrich Kaminski, 1886年 - 1946年）に師事。カミンスキーは9歳年長で1930年代にベルリン音楽大学のマスター・クラスの教授をした作曲家で、ドイツ・バロック音楽復興に大きな寄与をした人物である。
1920年代に舞踏教師のドロテー・ギュンターに出会い、彼女と共に、1923年ミュンヘンに体育・音楽・舞踏を教えるギュンター・シューレ（Günther Schule 学校）を設立した。1925年、このギュンター・シューレに参加して1936年まで音楽を教えていた。クルト・ザックス からの提案に従いモンテヴェルディの劇作品を発見。オルフによるモンテヴェルディのオルフォイスの編曲（初演: 1925年マンハイム）は好評を博し、ドイツ語でのモンテヴェルディの舞台を復活させた。オルフはモンテヴェルディの作品を通して、彼独自の音楽言語と音楽劇を特徴づけることになった。
オルフの作品の基礎はこの時代に遡ることができる。身振り手まねの音楽 (Gesticulative music) を当初から目指していた。オルフにとって「フーガやソナタといった純音楽を書くことは不可能である。そういった形式の可能性は、すべて18,9世紀に使い果たされてしまった。劇場音楽こそ未だ開拓されざる世界であり、そこに可能性を見いだすことができる」という。
当時、最も興味をもって研究したのは、スイスの教育者・作曲家エミール・ジャック＝ダルクローズ (1865-1950) の提唱したリトミックの理論であった。ダルクローズは音楽教育の実践を提唱して20世紀のバレエに少なからぬ影響を与えた（例: ニジンスキー、クルト・ヨース等）。一方、ヒンデミットの提唱した実用音楽 (Gebrachsmusik) の理論に影響を大きく受けており、音楽教育者としてリトミックと実用音楽のシステムによる教育用の作品を書き始める。
1930年頃の作品が「教育音楽（Schulwerk）」であり、1950年から1954年にかけて、彼の門下のグニルト・ケートマン (Gunild Keetman) の協力の下で全面的に改定されムジカ・ポエティカ に纏められている。初歩レベルの子供達がミュージシャンとして、容易に、楽しく演奏ができるため、世界中の教育現場で利用されている。

### カルミナ・ブラーナの成功
オルフの地元であるバイエルン州のベネディクトボイエルンにあるベネディクトボイエルン修道院の蔵書が19世紀初頭に調査され、おそらく11世紀から13世紀ごろまでにこの修道院を訪れたと思われる様々な宗教者たちによって作られた詩歌集が発見された。内容は、恋の歌や酒の歌、そして社会への怒りや愚痴などの世俗的なもので、その詩歌集は「カルミナ・ブラーナ」と名付けられた。
1934年、全部で300篇にも及ぶカルミナ・ブラーナを目にしたオルフは、強く創作意欲を刺激され、その中から24篇を選んで大規模な世俗カンタータを作曲した。
1937年6月8日、フランクフルト・アム・マインの市立劇場で初演されたカンタータ『カルミナ・ブラーナ』は大成功を修めドイツ各都市で上演された。
しかし、第2次世界大戦の勃発によってドイツと他国との文化の交流が断絶したため、カール・オルフの名は同世代のイベール (1890-1962)、プロコフィエフ (1891-1953)、オネゲル (1892-1955)、ミヨー (1892-1974)、ヒンデミット (1895-1963)（ドイツ人だが1938年亡命)）等よりも国外で知られるようになるのは遅かった。国際的に名が知られるようになったのは1954年で、59歳頃でレコード化された後である。カルミナ・ブラーナの成功によって自信を得たオルフは、出版社ショットに寄せた手紙の中で、「今までの作品すべて破棄して欲しい。と言うのは私にとってカルミナ・ブラーナが本当の出発点になるからである」と記している。

## 作品
オルフの作品は、和声・旋律・リズムのすべてが、単純さ、明快さ、力強さにあふれている事である。打楽器に対する執着は原始的なバーバリズムを強く感じさせるものである。
オルフは自己の創作態度について次のような発言を行っている。「私が舞台作品を書くに当たって、いつも古い素材、お伽噺だとか伝説などばかり採り上げるのは何故かという質問をよく受ける。私は、それらを古いものとは見なしていない。むしろ有効な素材だと思っているのである。そこには時間的な要素はもはや消失し、活力的なものだけが残されている。私はその活力を舞台上で伝えたいのである。」

### 舞台作品
- オペラ『犠牲』Gisei - Das Opfer op. 20 歌舞伎『寺子屋』を素材とした最初のオペラ。（1913年）

以降は一種の「チクルス」で作曲しているのが特徴的である。
- 勝利　三部作 „Trionfi“
  - カンタータ『カルミナ・ブラーナ』（1937年）
  - カンタータ『カトゥーリ・カルミナ』（1943年）
  - カンタータ『アフロディテの勝利（英語版）』(Trionfi dell' Afrodite)（1952年）
- メルヒェン芝居　三部作 „Märchenstücke“
  - オペラ『月』。グリム童話による。台本・作詞：オルフ(1937年 - 1938年)
  - オペラ『賢い女』(Die Kluge)。グリム童話による。台本・作詞：オルフ(1940年 - 1941年)
  - オペラ『夏の夜の夢』Ein Sommernachtstraum (1917, 1939, 1952, endgültige Fassung 1962 UA: 1964)
- バイエルンの世界劇　四部作 „Bairisches Welttheater“
  - 1947年 『ベルナウアーの女』 (Die Bernauerin)。アグネス・ベルナウアーを題材とした作品。
  - 1953年 オペラ・バレエ『アストゥトゥーリ（ドイツ語版）』　あるバイエルンのコメディ (Astutuli, eine bairische Komödie)。ミゲル・デ・セルバンテスの魔法劇による。 
  - 1956年 復活祭カンタータ『キリスト復活のコメディア』 (Comedia de Christi Resurrectine)
  - 1960年 クリスマス音楽劇『キリスト降誕劇』(Ludus de nato infante mirificus, Ein Weihnachtsspiel)
- 世界劇 四部作„Theatrum Mundi“
  - 1949年『アンティゴーネ』 (Antigone)。ソフォクレスの悲劇による。
  - 1959年『暴君エディプス王』 (Oedipus der Tyrann)。ソフォクレスの悲劇による。
  - 1968年『プロメテウス（ドイツ語版）』
  - 1973年 オペラ『時の終わりの劇』。世界の終末についてのオルフ独自の世界観・哲学的考察とも言うべき作品、初演は1973年8月20日、ヘルベルト・フォン・カラヤン指揮、ケルン放送交響楽団等により、ザルツブルク祝祭大劇場にて。 (新版 1977出版)

### その他の作品
- 5つの歌曲 同年に出版。（1911年）
- バリトン独唱、3つの男声合唱と管弦楽のための「ツァラトゥストラ」 op.14（1911-1912年、未完）
- 弦楽四重奏『断章』 (Quartettsatz)。Leopolder Quartetにより初演。（1914年）
- 管弦楽のための作品「踊る牧神」（Tanzende Faune） op.21（1914年）
- 『オリンピック輪舞』 (Olympische Reigen)。ベルリンオリンピックのために作曲。（1936年）
- 教育音楽『ムジカ・ポエティカ』 （子供のための音楽、グニルト・ケートマン（英語版）との共作; 1930–35, 新版1950–54）
- カンタータ
  - フランツ・ヴェルフェルによる三つのカンタータ (1929/30, 新版1968)
  - ベルトルト・ブレヒトによる二つのカンタータ (1930/31, 新版1973/1968)
- 編曲
  - ラメンティ クラウディオ・モンテヴェルディによる
    - オルフェウス (1924; Neufassung 1939)
    - アリアドネの嘆き (1925, Neufassung 1940)
    - Tanz der Spröden (1925, Neufassung 1940)

  - 1940年 『エントラータ』 (Entrata für Orchester)。ウィリアム・バードの„The Bells“による五群のオーケストラとオルガンの作品(1928, Neufassung 1941)
- 台本
  - 1948年 音楽劇『キリスト降誕物語』 (Die Weihnachtsgeschichte) 台本を担当 音楽はグニルト・ケートマン